# Olimp (roman)
Olimp (2005) (titlu original Olympos) reprezintă continuarea romanului Ilion și partea finală a ciclului Ilion/Olimp creat de Dan Simmons. La fel ca predecesorul său, romanul se încadrează în genul science fiction și conține multe referințe literare: el adună laolaltă Iliada și Odiseea lui Homer, Furtuna lui Shakespeare și face scurte referiri la operele lui Marcel Proust, James Joyce, "Caliban pe Setebos", Prometeu înlănțuit a lui Eschil, poeziile lui Shakespeare și chiar la William Blake și Eneida lui Vergilius.

## Intriga
Cartea reia acțiunea din locul în care o lăsase Ilion. În trecutul îndepărtat, troienii și aheii se luptă împotriva zeilor de pe Olympus Mons de pe planeta Marte. În viitorul îndepărtat, "oamenii de stil-vechi" sunt atacați și decimați de creaturi mecanice numite voynicși, care le-au fost servitori docili sute de ani, precum și de maleficul Setebos, un creier gigantic dotat ci multe mâini. La mijloc se află moravecii, jumătate organici, jumătate mecanici, care au venit de pe sateliții lui Jupiter și din Centura de asteroizi pentru a ajuta oamenii (care i-au creat cu mult timp în urmă) și a înțelege motivele pentru care sistemul solar este amenințat de manipulări cuantice, cărora le caută sursa.
Zeii reușesc să îi învrăjbească din nou pe ahei și pe troieni unii împotriva altora. Aheul Ahile, zeul Hefaistos și scoliastul Hockenberry se coalizează împotriva lui Zeus și, cu ajutorul titanilor din Tartar îl răstoarnă de pe tronul Olimpului. În cele din urmă, Troia este desprinsă de pe planeta Marte alternativă pe care se afla și readus în Asia Mică de pe Pământ, dar în viitorul în care acesta e populat de "oamenii de stil-vechi".
Pe Pământ, Ada, Daeman, Hannah și ceilalți fac tot mai greu față atacului voynicșilor. Nodurile-fax nu mai funcționează, Odiseu/Nimeni pleacă pe orbita terestră pentru a negocia cu Sycorax sfârșitul acestei situații, iar Harman este acontat de Ariel și de Prospero pentru a redescoperi trecutul omenirii. Prin intermediul lui sunt povestite evenimentele petrecute pe Pământ între perioada actuală și cea a oamenilor de stil-vechi din Ilion/Olimp, trecând prin era post-oamenilor.
Moravecii vin în ajutorul oamenilor, îndepărtând pericolul reprezentat de câteva sute de rachete care poartă la bordul lor găuri negre potențiale și luptând împotriva voynicșilor. Harman împărtășește și celorlalți oameni de stil-vechi cunoștnțele dobândite prin intermediul lui Prospero și, cu ajutorul acestor cunoștințe, oamenii reușesc să facă față voynicșilor și calibanilor. În plus, după ce Sycorax repune în funcțiune tehnologia, oamenii devin din nou stăpânii planetei. Ei îi eliberează pe evreii ținuți în stare suspendată de pe vremea Califatului Global și încep repopularea lumii cu o omenire devenită mai înțeleaptă.
Răspunsurile pe care Simmons le dă tuturor întrebărilor ridicate în Ilion vin prin intermediul citatelor din literatura clasică, cele mai importante fiind cele din operele lui Homer, Shakespeare și Proust. Deși mare parte dintre ele își găsesc răspuns, finalul cărții lasă deschise unele porți.

## Legături cu lumea reală
Locația "Craterului Paris" (o capitală franceză devastată) include câteva aluzii la lumea reală, puse pe seama etimologiei populare, cum ar fi "Invalid Hotel" pentru "Les Invalides", "Champs Ulysses" pentru "Bulevardul Champs-Élysées" și "Guarded Lion" pentru "Gara din Lyon".

## Știința
De la puterile zeilor, post-oameni și entități, până la călătorii temporale, toate sunt justificate de Dan Simmons prin intermediul descoperirilor și ipotezelor cele mai moderne ale mecanicii cuantice, conferindu-i romanului un aspect realist.
De asemenea, sunt folosite găuri de vierme, brane, spațiul Calabi-Yau, sau clasicele găuri negre, folosite aici pe post de arme.